# IC 587
IC 587 ist eine Spiralgalaxie vom Hubble-Typ Sbc im Sternbild Sextant südlich der Himmelsäquators. Sie ist schätzungsweise 272 Millionen Lichtjahre von der Milchstraße entfernt und hat einen Durchmesser von etwa 105.000 Lichtjahren.
Im selben Himmelsareal befinden sich u. a. die Galaxien NGC 3090, NGC 3092, NGC 3093, NGC 3101.
Das Objekt wurde am 20. März 1893 vom französischen Astronomen Stéphane Javelle entdeckt.